# Televisió de Badalona
Televisió de Badalona es un canal de televisión propiedad del Ayuntamiento de Badalona que juntamente con Radio Ciutat de Badalona y el festival de cortometrajes Filmets que se celebra cada año en la ciudad, forman parte de Badalona Comunicació. Durante diciembre de 2011 el PP amenazó con cerrar la empresa debido a la falta de presupuesto de su equipo de gobierno.

## Programación
Esta cadena emite programas como:
- 5 contra 5
- Badalona matí
- Catalunya opina
- Contra les cordes
- Coses de casa
- Filmets
- La gran vida
- La meva vida al Barça
- La teva
- La tertúlia
- L'esport
- Minut 91
- Olla de grills
- Pensió complleta
- Set dies
- TeleB notícies
- Vis a vis